# Steve Earle
Stephen Fain Earle (Hampton. Virginia, 17 de enero de 1955), conocido como Steve Earle, es un cantante y compositor de música country y rock estadounidense. Aunque es más conocido por la música, también ejerce ocasionalmente como escritor y activista político. En sus primeros años de su carrera como músico fue visto como uno de los salvadores y renovadores de la música country, y comenzaron a llamarle "el nuevo Bruce Springsteen" (aunque sea sólo seis años menor y nunca haya alcanzado el mismo nivel de ventas que Springsteen).

## Biografía
Stephen Fain Earle nació el 17 de enero de 1955 en la base militar de Fort Monroe en la ciudad de Hampton, en el estado de Virginia (Estados Unidos). El mito cuenta que lo primero que hizo fue pisar suelo tejano, ya que se dice que su abuelo se encargó de llevar a la sala de parto una caja con arena traída de Tejas. Fue el primogénito de Jack, un controlador aéreo de la base, y Barbara Earle. A pesar de que sus padres se movieron por todo el país durante su infancia, pasó muchos años en Schertz (Tejas). Dejó la escuela en el octavo grado para ir a Houston, donde aprendió mucho sobre el negocio de la música. Tenía 13 años. Una tarde de verano, después de ver un concierto de Lynyrd Skynyrd, fue a saludarles a los camerinos donde le dieron el consejo de su vida, una historia que Earle sigue contando a fecha de hoy: "[Ronnie] Van Zant se quitó su collar y me lo puso en el cuello diciendo 'Chico, si trabajas duro y crees en ti mismo, también llegarás a ser una estrella del rock algún día'". El consejo de Ronnie Van Zant se cumplió con la publicación del primer álbum de Earle, Guitar Town, en 1986. Su hermana, Stacey Earle, también cantautora, y que ha girado con él en los 90, lo cantó en la canción "When I Fall" en el disco de Steve Transcendental Blues (2000).
Earle se ha casado varias veces, incluidas dos veces con la misma mujer. Sus mujeres han sido Sandra (Sandy) Henderson, Cynthia Dunn, Carol Hunter (con la que tuvo su primer hijo, Justin), Lou-Anne Gill (con la que tuvo el segundo, Ian), Maria Teresa Ensenat, Lou-Anne Gill (por segunda vez) y, finalmente, en 2005, con la cantautora de country-folk Allison Moorer. También tiene una hija nacida fuera del matrimonio. Su primer hijo, Justin Townes Earle, fue llamado así en honor de Townes Van Zandt, y ha emprendido, como su padre, la carrera de músico.
En 2004, el director de cine Amos Poe, dirigió un documental sobre Steve Earle, Just An American Boy, en el que el director exploraba tanto su faceta musical como su faceta de activista político.

## Carrera musical
Su carrera comenzó a principios de los años 70, cuando conoció a Townes Van Zandt (quien fue su mentor) y otros músicos como Jerry Jeff Walker, Lucinda Williams y Nanci Griffith.
En 1975 marchó a Texas, donde encontró a su compañero Guy Clark y a su mujer Susanna Clark. Comenzó a trabajar con él para Sunburry, una compañía perteneciente a la discográfica RCA. Earle trabajaba como compositor y Clark como instrumentista. Ese año hizo los coros, junto a Emmylou Harris, en el tema "Desperados Waiting For A Train" del disco de Clark Old No 1. Durante su primera época como compositor, no alcanzó el "top ten" en las listas de éxitos hasta 1981 con el tema "When You Fall in Love" (grabado por Johnny Lee).
Sus primeros trabajos como intérprete de su propio repertorio se encuentran cercanos al rockabilly (muy popular en esa época). A esta época pertenece el recopilatorio Early Tracks (1987). Tuvo que esperar hasta 1986 para editar su primer LP, Guitar Town, que fue un éxito de críticas y de ventas, llegando a las 300.000 copias. El éxito continuó con la salida de sus dos siguientes álbumes, Exit 0 (1987) y Copperhead Road (1988).
Desde joven, Steve fue consumidor habitual de varias drogas, sufriendo una fuerte adicción por la heroína durante varios años. En 1990, con la edición de su cuarto trabajo, The Hard Way, ya eran evidentes los estragos de las drogas en él. Sus problemas con la adicción continuaron hasta 1993, época en la que entró en una sequía creativa a la que posteriormente se refirió como sus "vacaciones en el ghetto". Fue condenado a 18 meses de prisión por distintos cargos relacionados con las drogas y las armas de fuego. Fue precisamente en la cárcel donde superó su adicción, saliendo en 1994 como un hombre nuevo. Consigue un contrato con Warner Bros Music y graba su álbum de regreso, el acústico Train A Comin' (1995), que fue un nuevo éxito que le valió una nominación a los Premios Grammy como "Mejor disco de folk contemporáneo".
La carrera musical de Earle posterior a su estancia en la cárcel se caracteriza por ser notablemente más diversa que sus anteriores grabaciones. Editó dos discos más para Warner Bros, Feel Alright (1996) y El Corazón (1998), antes de formar su propio sello discográfico, E-Squared Records. El crear su propio sello le permitió seguir sus propios criterios musicales y, por primera vez en su carrera, tener el control total sobre su obra. Esto le ha llevado a experimentar con diferentes sonidos que van desde el country y el bluegrass hasta folk, hard rock e incluso punk-rock de ascendencia "ramoniana". Desde entonces ha publicado The Mountain (1999), Transcendental Blues (2000), Jerusalem (2002) y The Revolution Starts Now (2004). Estos dos últimos han sido sus discos más abiertamente políticos, por lo que le han acarreado algún problema en Estados Unidos. Desde que salió de la cárcel se ha mantenido alejado de las drogas y se ha dedicado a girar por todo el mundo presentando sus canciones. Algunos años ha llegado a dar cerca de 200 conciertos, bien en formato electroacústico o bien acompañado de sus dos bandas: The Dukes y The Bluegrass Dukes.

### Premios
Steve Earle ha recibido un total de nueve nominaciones a los Premios Grammy. En febrero de 2005 recibió un Grammy al "Mejor Álbum de Folk Contemporáneo" por The Revolution Starts Now.
Steve fue nombrado "Artista del Año" en 1986 por la revista Rolling Stone.
En 2004 obtuvo el "Lifetime Achievement Award" para cantautores entregado por la emisora de radio británica BBC Radio 2.

## Activismo político

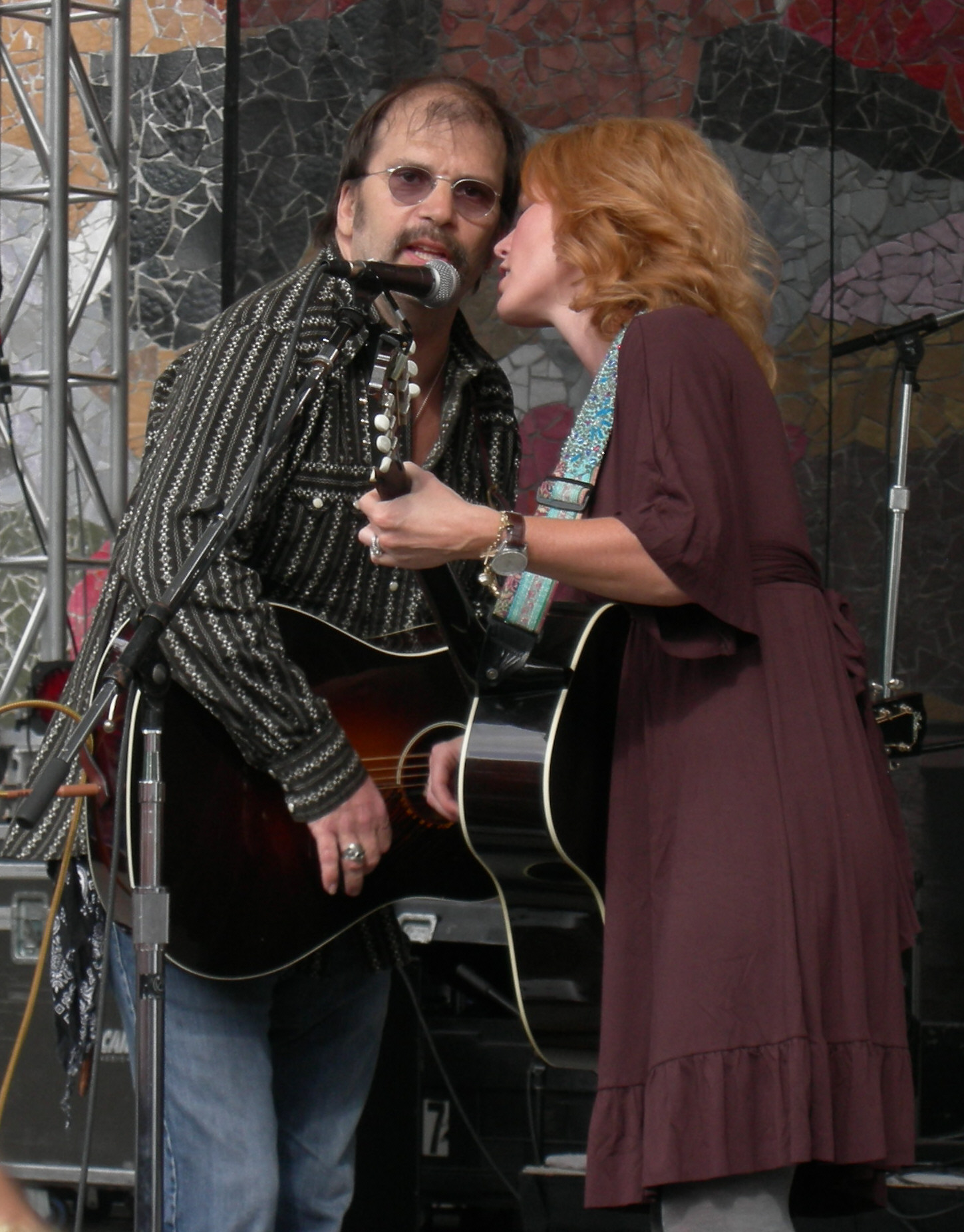
Steve Earle y Allison Moorer a dúo en el festival Bumbershoot, celebrado por el día internacional de los trabajadores en Seattle.

Desde los comienzos de su carrera, Earle ha estado involucrado en varias causas políticas. En sus primeros conciertos, debido a su edad, no podía tocar en bares y comenzó a tocar en cafés acompañado de activistas contra la guerra de Vietnam. Esta experiencia marcó a Earle, que ha sido un destacado activista en las campañas contra la guerra de Irak.
Su madre formó parte de vigilias contra la pena de muerte, una causa que Steve ha hecho suya. Desde hace años, trabaja en la abolición de la pena capital, y ha grabado canciones como «Billy Austin», «Over Yonder (Jonathan's Song)» y «Ellis Unit One», esta última para la película Pena de Muerte (dirigida por Tim Robbins en 1995). También se ha implicado en los Conciertos Por Un Mundo Libre de Minas Antipersona, a favor de Fundación de Veteranos de Vietnam Estadounidenses (VVAF en inglés). 
En los últimos años, su música ha ido incrementando su contenido político. Su disco Jerusalem fue en gran medida inspirado por la política de la administración Bush de la 'Guerra contra el Terrorismo'. En este álbum aparece una de sus canciones más controvertidas, «John Walker Blues», en la que habla del talibán estadounidense John Walker Lindh que fue capturado en Afganistán. La canción estaba escrita desde la perspectiva de John Walker, lo que le valió la acusación de simpatizante de los talibanes. Earle se defendió esgrimiendo que el empatizaba con Walker, pero que no pretendía glorificar el terrorismo. La polémica hizo que su aparición en los medios fuese mayor, pero esto no afectó a sus niveles de ventas.
En 2004 editó The Revolution Starts Now, en el que aparecieron algunas canciones relacionadas con la guerra de Irak. El álbum fue grabado rápidamente para que su salida coincidiese con las elecciones a la presidencia estadounidense de ese año, con la intención de apoyar a John Kerry, el rival de Bush, contribuyendo así a la campaña electoral demócrata. A pesar de que la música country siempre se ha asociado con la derecha, Earle tenía la esperanza de convertir a parte de su público en simpatizantes de Kerry. Según este, otros músicos anti-Bush, como los envueltos en las campañas «Rock Contra Bush» (con Rancid o NOFX) y «Vota por el cambio» (con R.E.M. y Bruce Springsteen, entre otros), lanzaban su discurso a una mayoría de jóvenes punks izquierdistas, en el primer caso, o a gente ya comprometida con Kerry, en el segundo. Según Earle, era más fácil que su mensaje calase frente ante un público más conservador que el de las otras campañas.
La canción «The Revolution Starts Now» fue compuesta para que apareciese en el documental de Michael Moore Fahrenheit 9/11, pero no pudo hacerlo por problemas de tiempo. No obstante, apareció en la versión en DVD y en el disco Songs and Artists That Inspired Fahrenheit 9/11, una selección de canciones del propio Moore. La canción es también la sintonía del programa de radio del sábado por la noche «The Revolution Starts Now», que se emite en la cadena Air America Radio y es conducido por el propio Earle. En 2005, la inclusión del tema en un anuncio publicitario de camionetas de General Motors causó una gran consternación entre los fanes más politizados de Earle.

## Carrera artística fuera de la música
Earle ha mostrado otras facetas aparte de la musical, pero de manera menos continuada.
Como escritor, editó en 2001 Doghouse Roses, un libro de once historias cortas. En este recoge sus obsesiones, habiendo historias sobre drogas (en el relato "Doghouse Roses"), la pena de muerte ("The Witness"), la guerra de Vietnam ("The Reunion"), el precio del éxito (en "Billy the Kid") o una historia, narrada en primera persona sobre un niño afrodescendiente con retraso mental que mata a un niño blanco ("Taneytown", basado en una canción de su disco El Corazón). En 2004 apareció The Haiku Year, de varios autores y para el que Steve escribió la introducción. 
Como actor, interpreta a partir de 2002 al ex-adicto a la heroína Walon durante la primera, cuarta y quinta temporadas de la serie televisiva The Wire, de la cadena estadounidense HBO; su versión del tema de Tom Waits "Way down in the hole" aparece en la cabecera de la serie, acompañando a los títulos de crédito, durante la quinta y última temporada de la misma.
Además, ha escrito y dirigido una obra de teatro contra la pena de muerte.

## Discografía

### Discos de estudio
- Guitar Town (MCA, 1986). Reeditado y remasterizado en 2005.
- Exit 0 (MCA, 1987). Reeditado en 1990.
- Copperhead Road (MCA, 1988). Reeditado en 1990.
- The Hard Way (MCA, 1990). Reeditado en 1998.
- Train A-Comin' (Warner Bros, 1995).
- I Feel Alright (Warner Bros, 1996).
- El Corazón (Warner Bros, 1997).
- The Mountain (E-squared, 1999).
- Transcendental Blues (E-squared, 2000).
- Jerusalem (E-squared, 2002).
- The Revolution Starts Now (E-squared, 2004).
- Washington Square Serenade (New-West, 2007).
- Townes (New-West, 2009).

### Recopilatorios y discos en directo
- Early Tracks (1987). Recopilatorio de sus grabaciones anteriores a Guitar Town.
- The Essential Steve Earle (MCA, 1988).
- Shut Up And Die Like An Aviator (1991). Disco en directo.
- Ain't Ever Satisfied: The Steve Earle Collection (Hip-O, 1996). Doble CD.
- Angry Young Man: The Very Best Of Steve Earle (1999)
- An Introduction to Steve Earle (2001)
- Side Tracks (Artemis, 2002). Recopilatorio de canciones inéditas, tomas alternativas y en directo.
- 20th Century Masters. The Millennium Collection: The Best of Steve Earle (MCA, 2003). Grandes éxitos de su época en MCA.
- Just An American Boy (Artemis, 2004). Doble CD en directo, grabado durante la gira de Jerusalem.
- Live From Austin, TX (New West, 2004) CD en el que se recoge el concierto que dio Earle en Austin (Texas), con repertorio de su primer disco. Existe versión en DVD.

### Discos compartidos
- Together at the Bluebird Café (American Originals, 1997). Grabación del concierto que dieron juntos Steve Earle, Townes Van Zandt y Guy Clark el 13 de septiembre de 1995.
- Steve Earle & The Supersuckers (Subpop, 1997). CD. Disco compartido con Supersuckers. Tocan juntos «Creepy Jackelope Eye», «Angel is the Devil» y «Before They Make Me Run». Además, Earle interpreta la canción de Supersuckers «Creepy Jackelope Eye» y estos hacen lo propio con «Angel is the Devil» de Earle.

### Vídeos
- Transcendental Blues (Music Video Distributors, 2002). DVD en directo.
- Just An American Boy (Rykodisc, 2004). DVD. Documental sobre Earle dirigido por Amos Poe con canciones, imágenes de archivo y entrevistas.
- Live From Austin, TX (New West, 2004). DVD.
- 20th Century Masters. DVD Collection (MCA, 2005). DVD.

### Colaboraciones
- Hizo los coros, junto a Emmylou Harris, para el tema «Desperados Waiting For A Train» del disco de Guy Clark Old No 1.
- Grabó junto a The Pogues el tema "Johnny Come Lately'"
- Coescritor de la canción «A Bible & A Gun» del grupo de country-punk Jason & The Scorchers.
- Cantó, junto a Jason Ringenberg «A Bible & A Gun» en la versión que hizo este último en 2002.
- Trabajó junto a Supersuckers grabando la canción de estos «Creepy Jackalope Eye» y su canción «NYC» en 1996. De ahí salió el EP compartido Steve Earle & The Supersuckers (1997).
- Ha grabado versiones de las canciones «Paradise» de Alejandro Escovedo y «Reconsider Me» de Warren Zevon, para sus respectivos discos de tributo.

## Libros
- VVAA (2004). The Haiku Year. Soft Skull Press. ISBN 1-932360-16-6.
- Earle, Steve (2001). Doghouse Roses. Houghton Mifflin. ISBN 0-618-04026-9.

Existe traducción al castellano de Doghouse Roses:
- Earle, Steve (2005). Rosas de Redención. Bilbao: La Gamuza Azul. ISBN 84-932124-3-1.